# 리처드 홀링셰드
리처드 밀턴 홀링스헤드 주니어(Richard Milton Hollingshead, Jr., 1900년 2월 25일 ~ 1975년 5월 13일)는 자동차 극장의 발명가이다. 1930년대 초에 만들어진 홀링스헤드의 자동차 극장은 뉴저지주 펜소컨의 애드미럴 윌슨 대로에서 처음 선보였다.

## 초기 생애
리처드 밀턴 홀링스헤드 주니어는 1900년 2월 25일 리버턴, 뉴저지주에서 리처드 밀턴 홀링스헤드 시니어(1869년 5월 4일 밀빌, 뉴저지주 출생)와 엠마 러벳 사이에서 태어났다. 그는 세 자녀 중 한 명이었다. 그의 할아버지인 리처드 스펜서 홀링스헤드는  1843c.년 오하이오에서 태어나 나중에 뉴저지로 이주하여 의류 상인이 되었다.

## 자동차 극장의 발명
1930년대 초, 그는 아버지의 자동차 화학 회사인 위즈 오토 프로덕츠(Whiz Auto Products)에서 총괄 판매 책임자로 일하고 있었다. 한 이야기에 따르면, 그의 어머니는 몸집이 커서 일반 영화관 좌석에 앉는 것을 불편해했다고 한다. 그래서 그는 캠던, 뉴저지주에 있는 자신의 집에서 자신의 차, 1928년 코닥 영사기, 그리고 두 나무 사이에 못으로 고정된 두 장의 천을 스크린으로 사용하여 실험을 시작했다. 결국, 그는 각 주차 공간에 경사로를 설치하여 관객들이 다른 차량에 시야가 가려지지 않고 스크린을 볼 수 있도록 차량 앞부분을 들어 올릴 수 있게 했다. 그는 1932년 8월 6일에 특허를 출원했고 1933년 5월 16일에 특허 번호 1,909,537을 부여받았다.
내 발명은 새롭고 유용한 야외 극장에 관한 것이며, 특히 극장으로 오가는 교통 수단이 극장의 좌석 시설을 구성하는 독특한 야외 극장 건설에 관한 것이다. . . 영화 상영 등 공연을 일련의 자동차에서 보고 들을 수 있도록 무대나 스크린과 관련하여 배치되어 연속적인 차량들이 서로의 시야를 가리지 않도록 한다.— R. M. 홀링스헤드의 특허 출원, 1932년 8월 6일.

그는 세 명의 투자자, 사촌 존 스미스(John Smith), 에드워드 엘리스(Edward Ellies), 올리버 윌렛츠(Oliver Willets)와 함께 파크-잇 시어터스 주식회사(Park-It Theatres, Inc.)라는 회사를 설립했다.
자동차 극장 건설은 5월 16일 특허가 공식화되면서 시작되었다. 건설 노동자들은 펜소컨 타운십 복지 명부에서 제외되어 숙련공에게는 시간당 40 센트, 노동자에게는 시간당 20센트의 급여를 받았다. 3주도 채 안 되어 극장 건설이 완료되었다.
그들의 400-에이커 (1.6 km2) "자동차 영화 극장"은 1933년 6월 6일 뉴저지주 펜소컨 타운십의 애드미럴 윌슨 대로에서 문을 열었다. 간판에는 "자동차 극장" - "세계 최초의 차 안에서 앉아서 영화를 보고 듣는 곳"이라고 적혀 있었다. RCA 빅터는 40피트(12m) x 50피트(15m) 스크린에 맞춰 6피트(1.8m) x 6피트 스피커 3개를 제공했다. 극장 뒤편에 있는 승객들의 불만이 제기되자 홀링스헤드는 RCA와 협력하여 차량에 장착할 수 있고 라디오 신호를 통해 소리를 수신할 수 있는 소형 스피커를 설계했다. 첫 번째 상영된 영화는 아내여 조심하라였고, 애돌프 만주가 주연을 맡았으며 두 번째 극장 상영이었다. 요금은 1인당 0.25달러, 자동차 한 대당 0.25달러였으며, 3인 이상은 1달러였다. 홀링스헤드는 1935년에 이 극장을 팔고 다른 극장을 열었다.
파크-잇 시어터스는 로우스 드라이브-인 시어터스 주식회사(Loews Drive-In Theatres, Inc.)에 이 개념을 허가했지만, 1937년에 로열티를 징수하는 데 어려움을 겪었다. 결국, 로우스가 법정에 제소된 후, 홀링스헤드의 특허는 1950년에 무효로 판결되었다.

## 개인 생활
뉴저지주 인구 조사에 따르면, 리처드 밀턴 홀링스헤드는 1923년 3월 28일 필라델피아에서 엘사 허마인 콜린스와 결혼했다. 그들은 아들 리처드 밀턴 홀링스헤드 3세(1924년 4월 23일 캠던 출생)를 두었으며, 그는 1946년 예일 불독스 풋볼 팀의 주장을 지냈다.